# Genieridium paranense
Genieridium paranense är en skalbaggsart som beskrevs av Gilbert John Arrow 1932. Genieridium paranense ingår i släktet Genieridium och familjen bladhorningar. Inga underarter finns listade i Catalogue of Life.